# Pridigar (Kohelet)
Pridigar (hebrejsko: קֹהֶלֶת‎, qōheleṯ, grško: Ἐκκλησιαστής, Ekklēsiastēs) je knjiga Svetega pisma, ki spada med tako imenovane Knjige modrosti oz. Spise (Ketuvim). Natančen čas njenega nastanka je neznan. Čeprav jo tradicija pripisuje kralju Salomonu, ki je živel v 10. stoletju pr. n. št., so si razlagalci enotni, da gre za spise poznejšega nastanka, verjetno nekje v 3. stoletju pr. n. št..
Knjiga Pridigarja je ena od najbolj vznemirljivih knjig v Svetem pismu, saj sproža težka življenjska vprašanja in se sicer občutljivih tem dotika z vso neposrednostjo, brez leporečja. Pred bralca postavlja ves nesmisel, ki ga lahko sproža samo življenje na trdnih tleh. Zato je dolga leta veljalo, da je Pridigar pesimist, nekateri so mu očitali cinizem, skepticizem in mu pridevali mnoge druge negativne sodbe. Toda pozoren bralec bo v njegovi knjigi opazil iskrenega opazovalca, neutrudnega iskalca in »neustrašnega ljubitelja življenja«, skratka nekoga, ki do življenja z vsemi njegovimi lepotami in tegobami vzpostavlja potrebno kritično distanco in v njem išče smisla – torej Božje sledi. Pridigar je torej večkrat tudi samokritičen iskalec, kar je vernik v najžlahtnejšem pomenu te besede.
V knjigi večkrat zasledimo refren »Nečimrnost čez nečimrnost, vse je nečimrnost« (Prd 1,2), ki naj bi povzemala duh knjige in na podlagi katerega naj bi bralec preverjal množico naukov, ki jih Pridigar daje v razmislek. SSKJ pravi, da je nečimrn nekdo, »ki si prizadeva vzbuditi občudovanje, pozornost,« ali pa gre za nekaj, kar je »ničvredno, ničevo«. Etimološko naj bi bilo to nekaj, »kar ničemur ne služi,« kar ni »ničemur koristno«. Prevod besede je precej težek zalogaj. Slovenski se naslanja na latinskega, ki je tudi najbolj znan in uporabljan ("vanitas vanitatum"). Vendar pa gre pri besedi »hebel« za nekoliko drugačen pomen. Temeljni pomen besede hebel je 'para' ali še bolje 'pih' ali 'dih', 'sapa', celo 'hlap', kakor beremo v Psalmih: »Človek je podoben 'pihljaju vetra/hlapu', njegovi dnevi so kakor senca, ki izgine.« (Ps 144,4) Gre torej za nekaj izjemno krhkega in kratkotrajnega, kar spominja na trenutnost ali minljivost, prehodnost, torej nekaj, kar ta trenutek še je in ga že v naslednjem hipu ni več. Hebel je torej nekaj praznega, nemočnega, nekoristnega, kot se beseda uporablja za malike (Iz 57,13), sapa, ki mine.
Če torej življenje označuje beseda 'sapa', v tem smislu Pridigar raziskuje pomen modrosti, dela, tegob in malih radosti življenja. Vse v svojem raziskovanju najde kot nekaj dvoreznega, vse ima svoje prednosti in pomanjkljivosti. Zato je njegovo temeljno spoznanje, ki ga večkrat ponovi, da »ni sreče za človeka pod soncem, razen da jé in pije in se veseli. To naj ga spremlja pri njegovem trudu vse dni življenja, ki mu jih Bog daje pod soncem«. (Prd 8,15) Usmeritev življenja, kakor ga zato priporoča, pa je: »Končna beseda po vsem, kar si slišal: Boj se Boga in izpolnjuj njegove zapovedi, kajti to je za človeka vse!« (Prd 12,13)

## Avtorstvo
Naslov knjige: Besede Pridigarja, Davidovega sina, kralja v Jeruzalemu. (Prd 1,1) je, gledano s strogo zgodovinskega vidika zavajajoč, vendar naslov nima toliko zgodovinskega, kolikor teološki namen, saj mu s tem da primerno avtoriteto in postavi vzdušje, v katerem naj beremo prihajajoče besedilo. Beseda za Pridigarja, v izvirniku Koheleta, prihaja iz besede qàhàl, kar pomeni 'zbor', 'združenje' in seveda ne označuje človeka, ki bi mu bilo tako ime, ampak označuje njegovo funkcijo, torej nekoga, ki 'zbira', bodisi nauke bodisi ljudi. Da ne gre za religioznega »zbiralca«, ampak za učitelja, ki torej svoj pouk razlaga svojim učencem, nam je jasno šele na koncu knjige (Prd 12,9).
Krščanska in judovska tradicija sta v »Davidovem sinu, kralju v Jeruzalemu«, seveda takoj prepoznali kralja Salomona, ki je, kakor pravi Midraš, kot mladenič napisal Visoko pesem, kot odrasel človek Knjigo pregovorov, kot starec pa knjigo Pridigar. Da bi bilo to res, danes dvomijo malodane vsi razlagalci. 'Sin' (heb. bēn) namreč ne pomeni samo 'sina' v našem pomenu besede, ampak lahko tudi 'vnuka' ali kogarkoli iz njegove rodbinske veje (tudi Jezusa so nekateri klicali Davidov sin (Mr 10,47)), čeprav se v hebrejski Bibliji to ime po navadi dejansko nanaša prav na Salomona. V antiki je bilo namreč precej pogosto, da so kakšna dela, da bi pridobila večjo veljavo in avtoriteto, ta pripisali nekemu slavnemu avtorju, čeprav jih ni napisal. Prav mogoče je, da je to namen tudi tega naslova, ali pa se je knjiga na ta način nekako posvetila slavnemu spominu enega največjih modrecev v Izraelu. Skorajda gotovo je namreč, da knjige ni napisal Salomon, je pa lahko napisana, kot bi jo on napisal, torej v njegovem duhu (kakor npr. mnogi psalmi, ki jih pripisujejo Davidu glede na dogodke v njegovem življenju, s čimer želijo prikazati vzdušje ali miselnost, ki ga je prevevala). Ali je bila knjiga dejansko napisana v Jeruzalemu in to s strani kakega kralja (Salomonovega naslednika), pa je težko reči.